# Ficedula
Genre
Le genre Ficedula comprend 31 espèces de gobemouches, espèces d'oiseaux appartenant à la famille des Muscicapidae.

## Liste des espèces
D'après la classification de référence (version 14.1, 2024) du Congrès ornithologique international (ordre phylogénique) :
- Ficedula zanthopygia – Gobemouche à croupion jaune
- Ficedula elisae – Gobemouche à dos vert
- Ficedula narcissina – Gobemouche narcisse
- Ficedula owstoni – Gobemouche des Ryu Kyu
- Ficedula tricolor – Gobemouche bleu-ardoise
- Ficedula hyperythra – Gobemouche givré
- Ficedula mugimaki – Gobemouche mugimaki
- Ficedula erithacus – Gobemouche de Hodgson
- Ficedula hodgsonii – Gobemouche pygmée
- Ficedula strophiata – Gobemouche à bavette orange
- Ficedula sapphira – Gobemouche saphir
- Ficedula superciliaris – Gobemouche ultramarin
- Ficedula westermanni – Gobemouche pie
- Ficedula ruficauda – Gobemouche à queue rousse
- Ficedula subrubra – Gobemouche du Cachemire
- Ficedula parva – Gobemouche nain
- Ficedula albicilla – Gobemouche de la taïga
- Ficedula semitorquata – Gobemouche à demi-collier
- Ficedula speculigera – Gobemouche de l'Atlas
- Ficedula hypoleuca – Gobemouche noir
- Ficedula albicollis – Gobemouche à collier
- Ficedula nigrorufa – Gobemouche orange et noir
- Ficedula riedeli – Gobemouche des Tanimbar
- Ficedula dumetoria – Gobemouche à poitrine rousse
- Ficedula disposita – Gobemouche furtif
- Ficedula platenae – Gobemouche de Palawan
- Ficedula rufigula – Gobemouche à gorge rousse
- Ficedula buruensis – Gobemouche de Buru
- Ficedula harterti – Gobemouche de Hartert
- Ficedula timorensis – Gobemouche de Timor
- Ficedula basilanica – Gobemouche de Basilan
- Ficedula luzoniensis –
- Ficedula crypta – Gobemouche de Vaurie
- Ficedula bonthaina – Gobemouche du Lompobattang
- Ficedula henrici – Gobemouche de Damar

F. monileger (Hodgson, 1845) et F. solitaris (S. Muller, 1836) ont été déplacés dans le nouveau genre Anthipes.

## Répartition géographique

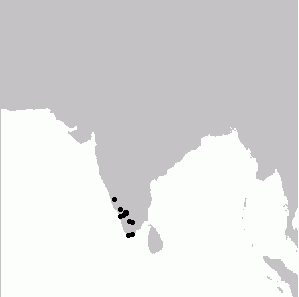
Ficedula nigrorufa
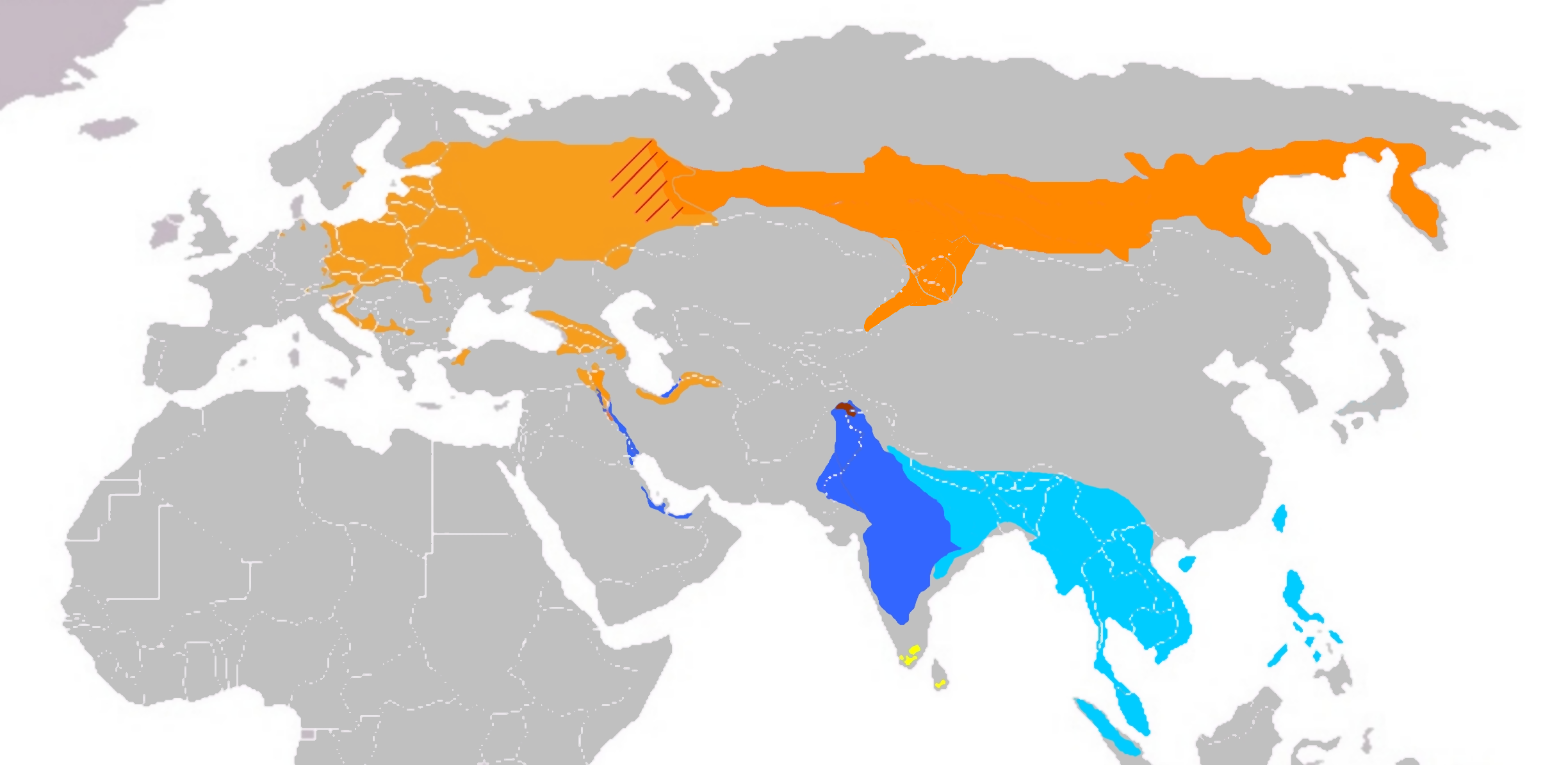
Ficedula parva